# Thomas Wolfe
Thomas Clayton Wolfe (n. 3 octombrie 1900, Asheville⁠(d), Carolina de Nord, SUA – d. 15 septembrie 1938, Baltimore, America Britanică⁠(d), Regatul Marii Britanii) a fost un romancier american de la începutul secolului al XX-lea.
Wolfe a scris patru romane ample, precum și multe povestiri, piese de teatru și nuvele. Este cunoscut pentru felul unic în care a combinat proza extrem de originală, poetică, rapsodică și impresionistă cu scrierea autobiografică. Cărțile sale, scrise și publicate în perioada 1920-1940, reflectă în mod viu cultura americană și obiceiurile acelei perioade, filtrate prin perspectiva sensibilă, sofisticată și hiper-analitică a lui Wolfe.
După moartea lui Wolfe, autorul contemporan William Faulkner a spus că Wolfe se poate să fi fost cel mai mare talent al generației lor deoarece a țintit mai sus decât orice alt scriitor. Stilul lui Wolfe l-a influențat pe Jack Kerouac, scriitor reprezentativ din Generația Beat, precum și pe Ray Bradbury și Philip Roth. Wolfe rămâne un scriitor important în literatura americană modernă, fiind unul dintre primii maeștri ai romanului autobiografic și este considerat cel mai faimos scriitor din Carolina de Nord.

## Familie
Wolfe s-a născut în Asheville, Carolina de Nord, cel mai mic dintre cei opt copii ai lui William Oliver Wolfe (1851–1922) și Julia Elizabeth Westall (1860–1945). Șase dintre copii au trăit până la maturitate. Tatăl său, un talentat sculptor în piatră, conducea o afacere cu monumente funerare. 
Pentru a atrage clienții, acesta a pus un înger la fereastră. Thomas Wolfe „a descris îngerul foarte amănunțit” într-o povestire și în Privește, înger, către casă/Look Homeword, Angel. Îngerul a fost vândut și, deși a existat o controversă privind locul unde a ajuns îngerul autentic, locația „îngerului Thomas Wolfe” a fost stabilită în 1949 ca fiind Cimitirul Oakdale din Hendersonville, Carolina de Nord.
Mama lui Wolfe a primit chiriași și a dezvoltat o afacere cu proprietăți imobiliare. În 1904, ea a deschis o pensiune în Saint Louis, Missouri, cu ocazia Târgului Mondial. În timp ce familia se afla în St. Louis, fratele lui Wolfe, în vârstă de 12 ani, Grover, a murit de febră tifoidă.

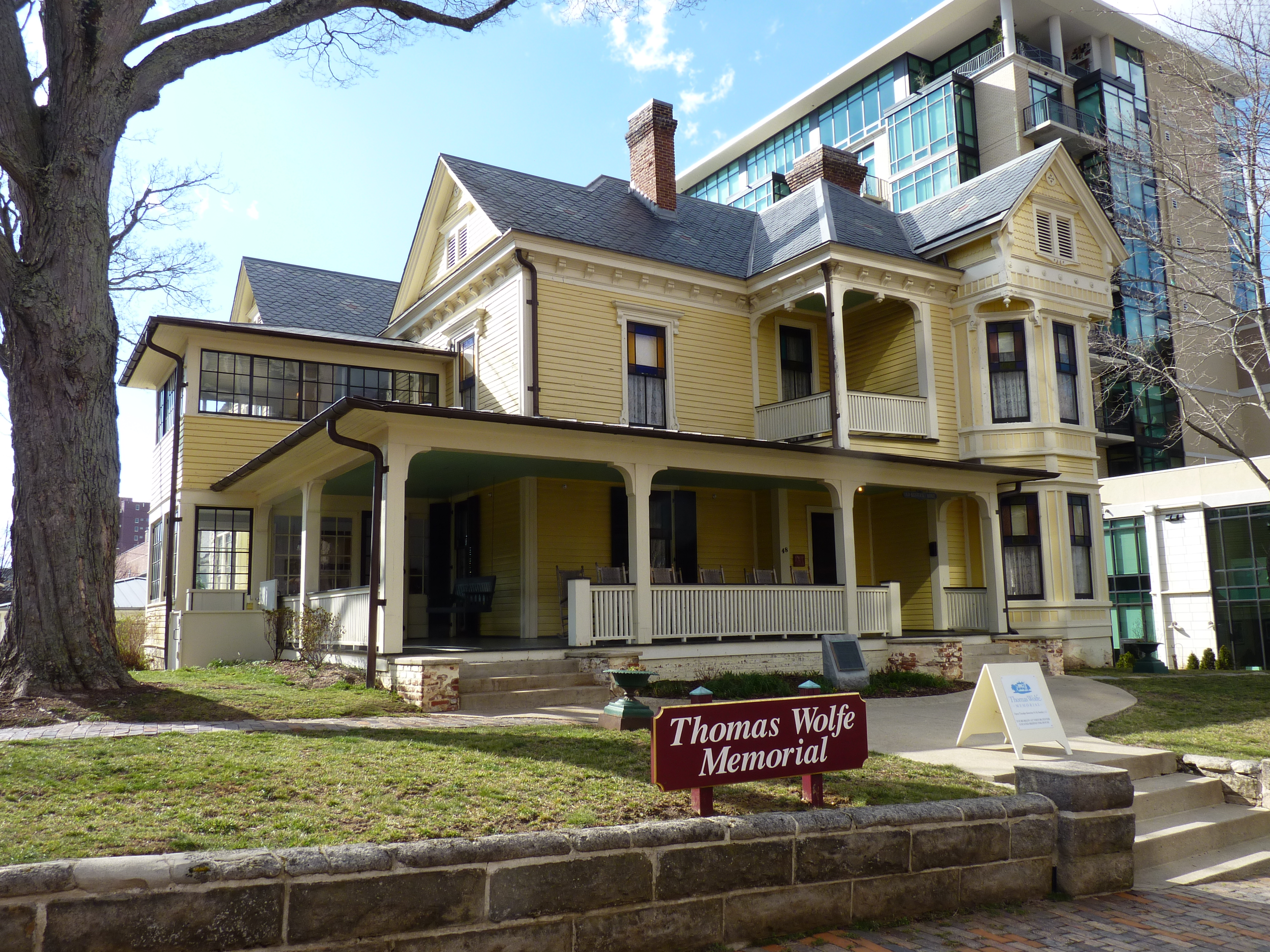
Casa lui Thomas Wolfe, strada Spruce nr. 48 din Asheville

În 1906, Julia Wolfe a cumpărat o pensiune numită „Old Kentucky Home” pe strada Spruce nr. 48 din Asheville, unde s-a mutat împreună cu fiul ei cel mic, în timp ce restul familiei a rămas la reședința din strada Woodfin. Wolfe a locuit în pensiunea de pe strada Spruce până când a mers la facultate în 1916. Locuința a devenit ulterior Casa memorială Thomas Wolfe. Wolfe a fost foarte apropiat de fratele său, Ben, a cărui moarte timpurie la vârsta de 26 de ani este relatată în Privește, înger, către casă. Julia Wolfe a cumpărat și vândut multe proprietăți, devenind în cele din urmă un agent imobiliar de succes.
Wolfe a început studiile la University of North Carolina at Chapel Hill (UNC) la 15 ani. Membru al Societății Dialectice și al frăției Pi Kappa Phi, el a prezis că portretul său va atârna într-o zi în New West, lângă cel al celebrului guvernator al Carolinei de Nord, Zebulon Vance, ceea ce s-a și întâmplat. Aspirând să devină dramaturg, în 1919 Wolfe s-a înscris la un curs de dramaturgie. Piesa sa într-un singur act, The Return of Buck Gavin, a fost interpretată de nou formata trupă Carolina Playmakers, ce avea să fie compusă apoi din colegii de la clasa de dramaturgie a lui Frederick Koch, cu Wolfe în rolul principal. A editat ziarul studențesc al UNC The Daily Tar Heel și a câștigat Worth Prize pentru Filosofie pentru un eseu intitulat „The Crisis in Industry”. O altă piesă scrisă de Wolfe, The Third Night, a fost interpretată de Playmakers în decembrie 1919. Wolfe a fost inclus în societatea de onoare Golden Fleece (Lână de Aur).
Wolfe a absolvit UNC cu o licență în arte în iunie 1920, iar în septembrie a intrat la Universitatea Harvard, unde a studiat dramaturgia la clasa lui George Pierce Baker. Două versiuni ale piesei sale The Mountains au fost interpretate de trupa Baker's 47 Workshop în 1921.
În 1922, Wolfe a absolvit cursurile de masterat la Harvard. Tatăl său a murit în Asheville în luna iunie a aceluiași an. Wolfe a studiat încă un an cu Baker, iar 47 Workshop a pus în scenă Welcome to Our City, piesa sa în zece scene, în mai 1923.
Wolfe a vizitat din nou New York City în noiembrie 1923 și a solicitat fonduri pentru UNC, în timp ce încerca să-și vândă piesele pe Broadway. În februarie 1924, a început să predea limba engleză la Universitatea din New York (NYU), timp de aproape șapte ani.

## Carieră
În trei ani, Wolfe nu a reușit să vândă niciuna dintre piesele sale din cauza întinderii lor prea mari. Piesa Welcome to Our City a fost la un pas de a fi produsă de Theatre Guild, însă, în cele din urmă, a fost respinsă, iar Wolfe și-a dat seama că stilul lui e mai potrivit pentru ficțiune decât pentru scenă. În octombrie 1924 a pornit spre Europa, unde a continuat să scrie. Din Anglia a călătorit în Franța, Italia și apoi Elveția.
La întoarcere, în 1925, a cunoscut-o pe Aline Bernstein (1880–1955), scenograf la Theatre Guild. Era cu douăzeci de ani mai mare decât el, fusese căsătorită cu un agent de bursă de succes cu care a avut doi copii. În octombrie 1925, ea și Wolfe au început o relație care a durat timp de cinci ani. Aventura lor a fost tulbure și uneori combativă, însă ea a exercitat o influență puternică asupra lui, încurajându-l, inclusiv financiar.
Wolfe s-a întors în Europa în vara anului 1926 și a început să scrie prima versiune a unui roman autobiografic intitulat O Lost. Narațiunea, care a evoluat în Privește, înger, către casă, a ficționalizat experiențele sale timpurii din Asheville și a realizat o cronică a familiei, prietenilor și chiriașilor din locuința mamei sale de pe Spruce Street. În carte, el a redenumit orașul Altamont și a numit pensiunea „Dixieland”. Numele familiei sale a devenit Gant, iar Wolfe s-a numit Eugene, tatăl său Oliver și mama sa Eliza. Manuscrisul original O Lost avea peste 1.100 de pagini (333.000 de cuvinte) și un stil considerabil mai experimental decât versiunea finală a Privește, înger, către casă. A fost trimis la editura Scribner's, unde editarea a fost realizată de Maxwell Perkins, cel mai proeminent editor de carte al vremii, care a lucrat și cu Ernest Hemingway și F. Scott Fitzgerald. A scurtat cartea pentru a se concentra mai mult pe personajul lui Eugene, un înlocuitor al lui Wolfe. Deși inițial Wolfe i-a fost recunoscător lui Perkins pentru editarea realizată, mai târziu a avut unele reticențe. S-a spus la un moment dat că Wolfe a găsit o figură paternă în Perkins, iar Perkins, care avea cinci fiice, a găsit în Wolfe un fel de fiu adoptiv.
Romanul, care fusese dedicat lui Bernstein, a fost publicat cu 11 zile înainte de Crahul bursier din 1929.Curând după aceea, Wolfe s-a întors în Europa și a încheiat relația cu Bernstein. Romanul a făcut furori în Asheville, cu cele peste 200 de personaje locale vag deghizate. Wolfe a ales să stea departe de Asheville opt ani din cauza tumultului stârnit; a călătorit în Europa timp de un an cu o bursă Guggenheim.Privește, înger, către casă, a fost un bestseller în Regatul Unit și Germania. Unii membri ai familiei lui Wolfe au fost deranjați de portretizarea lor în carte, dar sora lui, Mabel, i-a mărturisit într-o scrisoare că e sigură că a avut cele mai bune intenții.
După încă patru ani în care a scris în Brooklyn, cel de-al doilea roman pe care Wolfe l-a prezentat la Scribner's a fost The October Fair, o epopee în mai multe volume de aproximativ lungimea romanului lui Marcel Proust În căutarea timpului pierdut. După ce a luat în considerare posibilitățile comerciale de publicare integrală a cărții, Perkins a optat să o scurteze semnificativ și să creeze un singur volum. Intitulat Of Time and the River, a avut mai mult succes comercial decât Privește, înger, către casă. În mod ironic, de data aceasta cetățenii din Asheville au fost mai supărați pentru că nu fuseseră incluși în narațiune. Personajul Esther Jack s-a bazat pe Bernstein. În 1934, Maxim Lieber a devenit agentul său literar.
Wolfe a fost convins de editorul Edward Aswell să plece de la Scribner's și să semneze cu Harper & Brothers. Potrivit unor relatări, Wolfe a încetat colaborarea cu Scribner's din cauza editării severe a lucrărilor sale de către Perkins. Alții au luat în calcul resentimentele sale tot mai mari cauzate de faptul că mulți oameni au atribuit succesul romanelor lui Wolfe editorului său, Perkins. În 1936, Bernard DeVoto, în Povestea unui roman din Saturday Review, a scris că Privește, înger, către casă a fost „bucățit, modelat și comprimat în ceva asemănător unui roman de către domnul Perkins și linia de asamblare de la Scribners”.
Wolfe a petrecut mult timp în Europa și a fost foarte popular și apreciat în Germania, unde și-a făcut mulți prieteni. Cu toate acestea, în 1936 a asistat la incidente de discriminare împotriva evreilor, care l-au deranjat și i-au schimbat părerea cu privire la evenimentele politice din țară. S-a întors în America și a publicat o poveste bazată pe observațiile sale („I Have a Thing to Tell You”) în The New Republic. După publicarea acesteia, cărțile lui Wolfe au fost interzise de guvernul german și i s-a interzis să călătorească acolo.
În 1937, a fost publicată „Chickamauga”, o povestire amplasată în timpul bătăliei cu același nume din războiul civil american. Wolfe s-a întors în Asheville la începutul anului 1937, pentru prima dată de la publicarea primei sale cărți.

## Moarte
În 1938, după ce a trimis un manuscris cu peste un milion de cuvinte noului său editor, Edward Aswell, Wolfe a părăsit New York pentru un turneu în vestul Statelor Unite. Pe drum, s-a oprit la Universitatea Purdue și a ținut o prelegere intitulată „Writing and Living”, apoi a petrecut două săptămâni călătorind prin 11 parcuri naționale din Vest, singura parte a țării pe care nu o vizitase niciodată. Wolfe i-a scris lui Aswell că, dacă înainte scrierile sale erau concentrate asupra familiei sale, de acum avea să adopte o perspectivă mai globală. În iulie, s-a îmbolnăvit de pneumonie în timp ce vizita Seattle și a stat trei săptămâni internat în spital. Sora lui, Mabel, și-a închis pensiunea din Washington, D.C. și a venit în Seattle să aibă grijă de el. Au apărut complicații, iar Wolfe a fost în cele din urmă diagnosticat cu tuberculoză miliară.
Pe 6 septembrie, a fost trimis la Spitalul Johns Hopkins din Baltimore pentru a fi tratat de Walter Dandy, cel mai faimos neurochirurg din țară, dar după operație s-a constatat că boala îi invadase toată partea dreaptă a creierului. Nu și-a mai recăpătat cunoștința și a murit cu 18 zile înainte de a împlini 38 de ani.
Pe patul de moarte, cu puțin timp înainte de a intra în comă, Wolfe i-a scris o scrisoare lui Perkins, în care a recunoscut că Perkins l-a ajutat foarte mult și a contribuit la creația lui literară. 
Wolfe a fost înmormântat în cimitirul Riverside din Asheville, Carolina de Nord, alături de părinții și frații săi.

După moartea sa, The New York Times a scris:
„Vocea lui a fost una dintre cele mai încrezătoare voci tinere din literatura americană contemporană, o voce vibrantă, puternic nuanțată, greu de crezut că ar putea tăcea atât de brusc. A fost marcat de pecetea geniului, deși era un geniu indisciplinat și imprevizibil... Exista în el o energie neconsumată, o forță neobosită, o foame neostoită de viață și de exprimare, care l-ar fi putut putut, în egală măsură, înălța sau coborî.”
Time a scris: „Moartea de săptămâna trecută a lui Thomas Clayton Wolfe i-a șocat pe critici, realizând că, dintre toți romancierii americani ai generației sale, de la el existau cele mai mari așteptări”.

## Lucrări postume
În timpul vieții, s-au publicat mai puțin de jumătate din operele sale, mare parte rămânând nepublicate. A fost primul scriitor american care a lăsat, la moarte, două romane complete, nepublicate, în mâinile editorului său. Două romane ale lui Wolfe, The Web and the Rock și You Can't Go Home Again, au fost editate postum de Edward Aswell de la Harper & Brothers. Romanele au fost „două dintre cele mai lungi romane într-un singur volum scrise vreodată” (aproape 700 de pagini fiecare). În aceste romane, Wolfe a schimbat numele personajului său autobiografic din Eugene Gant în George Webber.
O Lost, „versiunea netăiată” originală a Privește, înger, către casă, a fost reconstruită de criticul literar Matthew Bruccoli și publicată în 2000, cu ocazia centenarului nașterii lui Wolfe. Bruccoli a spus că, în timp ce Perkins a fost un editor talentat, Privește, înger, către casă este inferioară creației complete din O Lost și că publicarea romanului complet „marchează nimic mai puțin decât restaurarea unei capodopere conform canonului literar”.

## Receptare critică
La publicarea cărții Privește, înger, către casă, majoritatea criticilor au reacționat favorabil, inclusiv John Chamberlain, Carl Van Doren și Stringfellow Barr. Margaret Wallace a remarcat în The New York Times Book Review că Wolfe a scris „o carte mai interesantă și puternică decât tot a ieșit vreodată din circumstanțele monotone ale vieții americane de provincie”. O recenzie anonimă publicată în revista Scribner's îl compara pe Wolfe cu Walt Whitman, iar de atunci mulți alți critici și istorici literari au găsit asemănări în lucrările lor.
Când a fost publicată în Marea Britanie în iulie 1930, cartea a primit recenzii similare. Richard Aldington a scris că romanul a fost „produsul unei imense exuberanțe, organică în forma sa, kinetică și îmbibată cu dragostea de viață (...) Mă delectez cu domnul Wolfe”. Atât în discursul său de acceptare a Premiului Nobel pentru literatură din 1930, cât și în anunțul original al conferinței de presă, Sinclair Lewis, primul american care a câștigat Premiul Nobel pentru literatură, a spus despre Wolfe: „Ar avea o șansă să fie cel mai mare scriitor american (...) De fapt, nu văd de ce nu ar fi unul dintre cei mai mari scriitori ai lumii.”
La publicarea celui de-al doilea roman al său, Of Time and the River⁠(d), majoritatea criticilor și a publicului au avut reacții pozitive, deși unii critici au constatat neajunsuri, în timp ce l-au apreciat pentru momente sau aspecte de măreție. Cartea a fost bine primită de public și a devenit singurul său bestseller american. Of Time and River a fost considerat „evenimentul literar din 1935”; prin comparație, atenția acordată romanului anterior Privește, înger, către casă a fost modestă. Atât The New York Times, cât și New York Herald Tribune au publicat recenzii entuziaste pe prima pagină. Clifton Fadiman a scris în The New Yorker că, deși nu știa exact ce crede despre carte, „de zeci de ani nu am avut în scrisul american o elocvență ca a lui”. Malcolm Cowley de la The New Republic a apreciat că romanul ar fi de două ori mai bun dacă ar fi redus la jumătate ca lungime, însă tot el a declarat că Wolfe este „singurul scriitor contemporan care poate fi menționat laolaltă cu Dickens și Dostoievski”. Robert Penn Warren a afirmat că Wolfe a realizat câteva fragmente geniale din care „s-ar putea scrie niște romane frumoase”. El a continuat spunând: „Și între timp ar fi bine să ne amintim că Shakespeare doar a scris Hamlet; el nu era Hamlet”. Totodată, Warren l-a lăudat pe Wolfe în aceeași recenzie, la fel cum a făcut și John Donald Wade într-o recenzie distinctă.
Deși a fost apreciat în timpul vieții ca unul dintre cei mai importanți scriitori americani, comparabil cu F. Scott Fitzgerald, Ernest Hemingway sau William Faulkner, reputația lui Wolfe a fost „aproape distrusă” după moartea sa, când a fost într-adevăr ridiculizat de critici consacrați precum Harold Bloom și James Wood, deși The New York Times a scris în 2003 că reputația lui Wolfe părea a fi „în creștere”. De multe ori, nu este inclus în curricula universitară sau în antologiile dedicate marilor scriitori. Faulkner și W.J. Cash l-au numit pe Wolfe cel mai abil scriitor al generației lor, deși Faulkner și-a diminuat ulterior laudele. În ciuda admirației sale timpurii față de opera lui Wolfe, Faulkner a decis mai târziu că romanele acestuia erau „ca un elefant care încerca să facă hopa-hopa”. Nici Ernest Hemingway nu l-a apreciat pozitiv pe Wolfe și a luat în derâdere scrierile sale.

## Moștenire
Biografia lui Wolfe, Look Homeward, scrisă de istoricul literar de la Harvard, David Herbert Donald, a câștigat Premiul Pulitzer pentru biografie în 1988.
Wolfe a inspirat lucrările multor alți autori, inclusiv Betty Smith⁠(d) cu A Tree Grows in Brooklyn, Robert Morgan, autorul cărții Gap Creek și autorul Prince of Tides, Pat Conroy, care a spus: „Cariera mea de scriitor a început în momentul în care am terminat Privește, înger, către casă." Jack Kerouac l-a adorat pe Wolfe. Ray Bradbury a fost influențat de Wolfe și l-a inclus ca personaj în cărțile sale. Earl Hamner Jr., care a creat popularul serial de televiziune The Waltons, l-a idolatrizat pe Wolfe în tinerețe.
Hunter S. Thompson îi recunoaște meritul lui Wolfe pentru celebra sa frază „Fear and Loathing”/„Spaimă și scârbă” (la pagina 62 din The Web and the Rock).

## Arhive
Două universități din Statele Unite dețin principalele colecții arhivistice cu materialele lui Thomas Wolfe: Thomas Clayton Wolfe Papers la Biblioteca Houghton a Universității Harvard, care cuprinde toate manuscrisele lui Wolfe, și Colecțiile Thomas Wolfe din Colecția North Carolina de la University of North Carolina at Chapel Hill. În fiecare an, în luna octombrie, pentru a marca ziua de naștere a lui Wolfe, University of North Carolina at Chapel Hill decernează Premiul anual Thomas Wolfe unui scriitor contemporan, printre care s-au numărat, de-a lungul timpului, Roy Blount, Jr., Robert Morgan și Pat Conroy.

## Omagiu
Return of an Angel, o piesă de Sandra Mason, explorează reacțiile familiei lui Wolfe și ale cetățenilor din orașul său natal, Asheville, la publicarea cărții Privește, înger, către casă. Piesa a fost pusă în scenă de mai multe ori lângă Casa Memorială Thomas Wolfe, în luna octombrie, pentru a comemora ziua lui de naștere. Biblioteca Pack Memorial din Asheville găzduiește Colecția Thomas Wolfe, care „îl onorează pe fiul preferat al orașului Asheville”. Din 1955, The Western North Carolina Historical Association acordă anual Premiul literar Thomas Wolfe Memorial pentru o creație literară din anul precedent. Societatea Thomas Wolfe celebrează scrierile lui Wolfe și publică o recenzie anuală despre opera lui Wolfe. Serviciul Poștal al Statelor Unite l-a omagiat pe Wolfe cu un timbru poștal în 2000, cu ocazia împlinirii a 100 de ani de la naștere.

## Repere istorice
„Old Kentucky Home” a fost donată de familia lui Wolfe și a devenit Casa Memorială Thomas Wolfe, deschisă vizitatorilor din anii 1950, deținută de statul Carolina de Nord din 1976 și desemnată drept simbol istoric național. În Privește, înger, către casă, Wolfe a numit casa „Dixieland”. În 1998, 200 din cele 800 de artefacte originale ale casei și sala de mese au fost distruse de un incendiu pornit intenționat în timpul festivalului stradal Bele Chere. Vinovatul a rămas necunoscut. După o restaurare de 2,4 milioane de dolari, casa a fost redeschisă în 2003.
O cabană construită de prietenul lui Wolfe, Max Whitson, în 1924, lângă Azalea Road, a fost desemnată ca simbol istoric de Consiliul orașului Asheville în 1982. Cabana Thomas Wolfe, așa cum este numită, a fost locul în care Wolfe și-a petrecut vara anului 1937, în ultima sa vizită în oraș. Într-o scrisoare către F. Scott Fitzgerald, Wolfe a scris: „Mă duc în pădure. Voi încerca să fac cea mai bună, cea mai importantă lucrare pe care am făcut-o vreodată”, referindu-se la October Fair, care a devenit The Web and the Rock și You Can't Go Home Again. De asemenea, a scris „The Party at Jack's” în timp ce se afla în cabana din comunitatea Oteen. În 2001, orașul a cumpărat proprietatea, inclusiv o casă mai mare, de la John Moyer și a restaurat parțial cabana. Restaurarea cabanei avea să coste 300.000 de dolari, însă din 2021 s-a întrerupt finanțarea. Costurile totale ar fi estimate între 3,5 milioane de dolari și 6,7 milioane de dolari.

## Societatea Thomas Wolfe
Societatea Thomas Wolfe, înființată la sfârșitul anilor 1970, emite o publicație anuală cu materiale referitoare la Wolfe, iar revista sa, The Thomas Wolfe Review, conține articole academice, Belles-lettres⁠(d) și recenzii. De asemenea, societatea acordă premii constând în burse literare.

## Adaptări
În 1958, Ketti Frings⁠(d) a adaptat Privește, înger, către casă într-o piesă cu același nume. A rulat pe Broadway în 564 de reprezentații la Ethel Barrymore Theatre, a primit șase nominalizări la Premiile Tony, iar în 1958 a câștigat Premiul Pulitzer pentru dramaturgie. În același an, Frings a fost desemnată „Femeia anului” de The Los Angeles Times. În 1972, piesa a fost prezentată ca dramă de televiziune, la fel ca Of Time and the River, într-o versiune de o oră.
Piesa lui Wolfe „Welcome to Our City” a fost jucată de două ori la Harvard în timpul anilor săi de studenție, apoi la Zurich în limba germană în anii 1950 și la Mint Theatre din New York în 2000, cu ocazia sărbătoririi a 100 de ani de la nașterea lui Wolfe.
Personajul principal al romanului din 1962 Youngblood Hawke⁠(d) de Herman Wouk⁠(d), devenit bestseller, și adaptarea sa cinematografică ulterioară, s-au bazat vag pe Wolfe.
Relația lui Wolfe cu editorul Maxwell Perkins a stat la baza unui film intitulat Genius din 2016, în care protagoniștii au fost interpretați de actorii Jude Law (Wolfe) și Colin Firth (Perkins).Nicole Kidman a interpretat-o pe Aline Bernstein.

## Lucrări

### Romane
- Privește, înger, către casă (1929)
- Of Time and the River⁠(d) (1935)

Lucrări postume:
- The Web and the Rock (1939; publicat postum)
- You Can't Go Home Again (1940; publicat postum)
- The Hills Beyond (1941; publicat postum)
- The Hound of Darkness (1986; publicat postum)
- The Good Child's River (1991; publicat postum)
- The Starwick Episodes (1994; fragmente șterse din Of Time and the River; publicat postum)
- O Lost: A Story of the Buried Life (2000)

### Nuvele
- A Portrait of Bascom Hawke (1932)
- Păienjenișul Pământului / The Web of Earth (1932)
- Fără scăpare / No Door (1933; publicată în două tranșe în Scribner's Magazine în 1933 și 1934, ca nuvelele, „Fără scăpare” și „Cei de aproape și cei de departe”; mai târziu au devenit parte din Of Time and the River)
- Boom Town (1934)
- De la moarte până în zori (1935); colecție care include Fără scăpare și Păienjenișul Pământului
- „I Have a Thing to Tell You” (1937)
- The Lost Boy (1937, scrisă ca o nuvelă, publicată în formă prescurtată ca povestire în revista Redbook, și publicată în varianta inițială în 1992)
- The Party at Jack's (1939; publicat postum)
- Romane scurte ale lui Thomas Wolfe (1961; publicat postum; cuprinde A Portrait of Bascom Hawke, Păienjenișul Pământului, Fără scăpare, I Have a Thing to Tell You și The Party at Jack's )

### Piese de teatru
- Mannerhouse: piesă într-un prolog și patru acte (1948; publicată postum)
- The Mountains: piesă într-un act; The Mountains: dramă în trei acte și un prolog (1970; publicată postum)
- Welcome to Our City: piesă în zece scene (pusă în scenă în 1923; publicată postum, cu revizuiri de către Wolfe, în 1983)

### Povestiri
- „The Train and the City” (1934)
- „Chickamauga” (povestire) (1937)
- „The Child by Tiger” (povestire; în Saturday Evening Post din 11 septembrie 1937)
- The Collected Stories of Thomas Wolfe (1987; Francis E. Skipp, ed.)

### Non-ficțiune
- Povestea unui roman (1936)
- A Western Journal: A Daily Log of the Great Parks Trip, 20 iunie–2 iulie 1938 (1951; publicat postum)
- Scrisorile lui Thomas Wolfe (1956; publicat postum)
- Dincolo de dragoste și loialitate: scrisorile lui Thomas Wolfe și Elizabeth Nowell (1983; publicat postum)
- Cealaltă singurătate a mea: Scrisori ale lui Thomas Wolfe și Aline Bernstein (1983; Richard Kennedy, ed. )
- To Loot My Life Clean: The Thomas Wolfe–Maxwell Perkins Correspondence (2000; Matthew J. Bruccoli & Park Bucker, ed. )
- „God's Lonely Man” (eseu nedatat)

### Poezie
- A Stone, a Leaf, a Door (1945; o colecție de proză lui Wolfe care a fost selectată și respațiată ca o serie de poezii)

Privește, înger, către casă și Of Time and the River au fost publicate în colecția Armed Services Editions⁠(d) în timpul celui de-al Doilea Război Mondial.